# 121237 Zachdolch
121237 Zachdolch è un asteroide della fascia principale. Scoperto nel 1999, presenta un'orbita caratterizzata da un semiasse maggiore pari a 3,0817246 UA e da un'eccentricità di 0,3287972, inclinata di 9,54043° rispetto all'eclittica.